# Вокзал Руан-Рив-Друат
Вокзал Руан-Рив-Друат фр. Gare de Rouen-Rive-Droite — французская железнодорожная станция расположенная на линии Париж Сен-Лазар — Гавр. Расположенный на правом берегу Сены, он находится на вершине улицы Жанны д'Арк, недалеко от центра города Руана, в департаменте Приморская Сена, в Нормандии.
В 1843 году станция Руан-Сен-Сент была введена в эксплуатацию на левом берегу Сены. Станция на Улице Верт, на месте нынешней станции. Данная станция была введена в эксплуатацию 22 марта 1847 года.
Руан-Рив-Друат - это станция национальной компании французских железных дорог (SNCF), в основном обслуживаемых пассажирскими поездами железные дороги Нормандии, также Иль-де-Франс и О-де-Франс.
С середины 2000-х годов проект предусматривал разработку второй железнодорожной станции на левом берегу Сены, чтобы снять железнодорожное напряжение на основной вокзал.

## История
Приход железной дороги в Руане состоялся в мае 1843 года на левом берегу Сены в районе Сен-Север, с вводом в эксплуатацию дебаркадер, на Compagnie дю Chemin де фер - де - Париж Руане. , Когда его открывает для работы линию из Парижа в Руан.
Во время проектирования маршрута железной дороги из Руана в Гавр оказалось невозможным напрямую соединить эту линию, расположенную на правом берегу Сены со станцией Руан-Рив-Гош.
Выбор сделан на станции возле центра города и объездной дороги, чтобы добраться до линии ведущей до Парижа на левом берегу. Маршрут пересекает Сену через виадук Эплет , состоящий из восьми деревянных арок, установленных на каменных столбах, длиной 370 метров; он проходит под холмом Сент-Катрин через туннель длиной 1050 м, затем пересекает долину Дарнеталь на набережной перед входом в туннель Бовуазе длиной 1354 м, который позволяет добраться до траншеи длиной 200 метров, где установлена новая пассажирская станция перед туннелем Сен-Мор длиной 1075 м и туннелем Мон-Рибуде длиной 357 м, которые завершают объезд города.
Здание было разработано в 1843 году английским архитектором Уильямом Тайтом. Новая станция, состоящая из двух путей линии и обслуживающая две платформы, предназначена исключительно для обслуживания пассажирских поездов, а старая станция Сен-Север становится грузовой станцией. Станция, тогда известная как фр. rue Verte, была открыта 20 марта 1847 года. 22 марта 1847 года было открыто пассажирское движение из Руана в Гавр

### Современное состояние

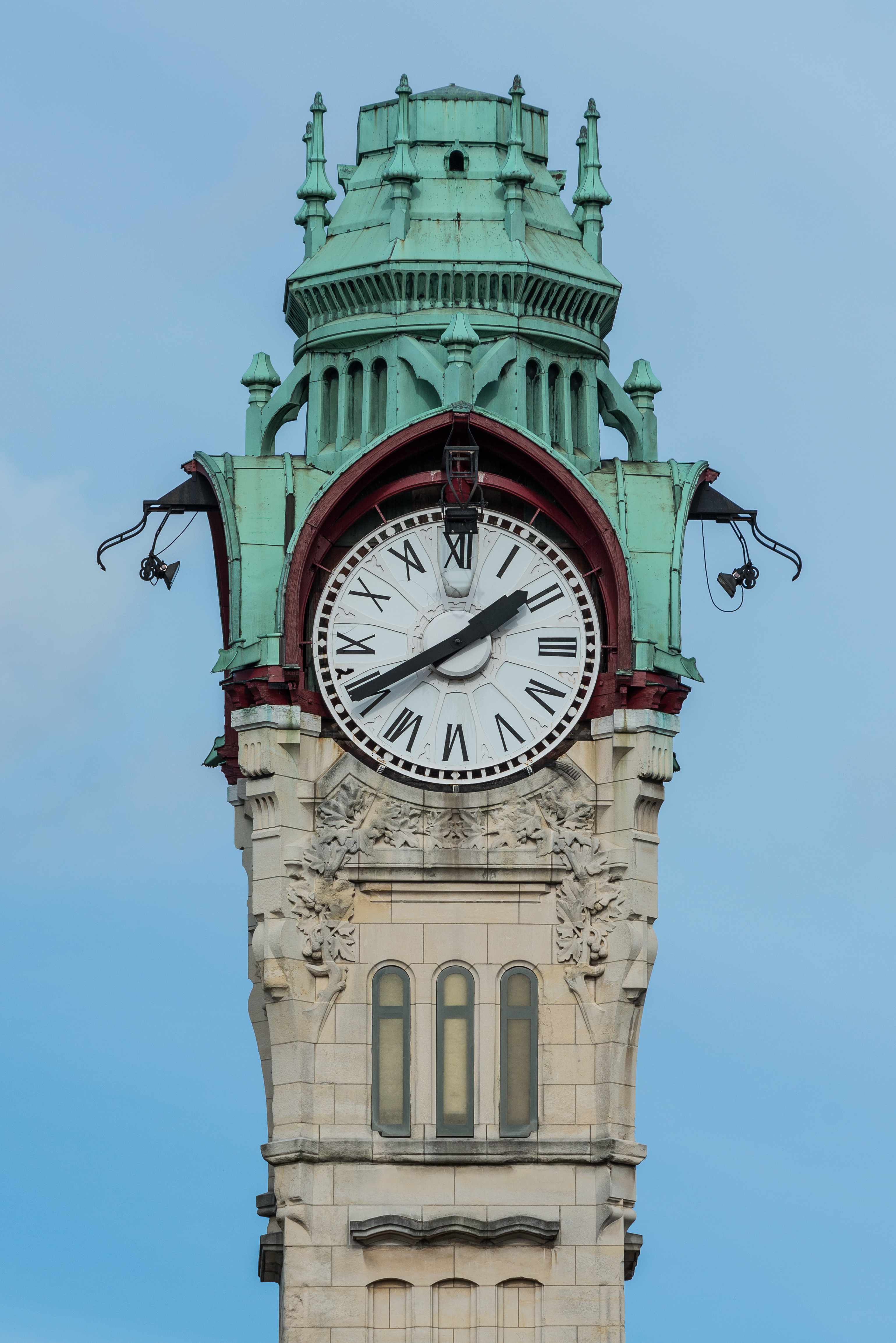
Вокзальные часы.

Новая станция была открыта 4 июля 1928 годa Президентом Франции Гастоном Думергом и мэром Руана, Альфреда Цернэ, впервые вокзал назвали "Rouen- Rive-Droite".
В 1967 году художник Роберт Савар нарисовал две фрески украшающих стену главного холла вокзала: первый представляет собой виды старого Руана, в то время как второй олицетворяет городской порт. Между этими двумя работами есть памятная табличка которая напоминает память о погибших железнодорожных работниках во время Второй мировой войны.
Станция зарегистрирована в качестве исторических памятников по указу 15 января 1975 года. В период с 1982 по 1987 год Управление архитектора Луи Аррета возглавляло разработку автостоянки над зданием вокзала, которая требует реструктуризации пешеходных дорожек. Оригинальное здание было изменено в 1994 году, с вводом в эксплуатацию трамвая.
11 декабря 2010 года, сообщение из Гавра в Страсбург, открытое больше года назад, было прекращено.
С сентября 2015, ведутся работы на сумму 16 миллионов евро по обеспечению доступности для людей с ограниченными возможностями (путем установки лифтов), по установке новых вывесок , ремонту счетчиков и по установке подключения к Интернету для пассажиров (через Wi -Fi ).

## Галерея

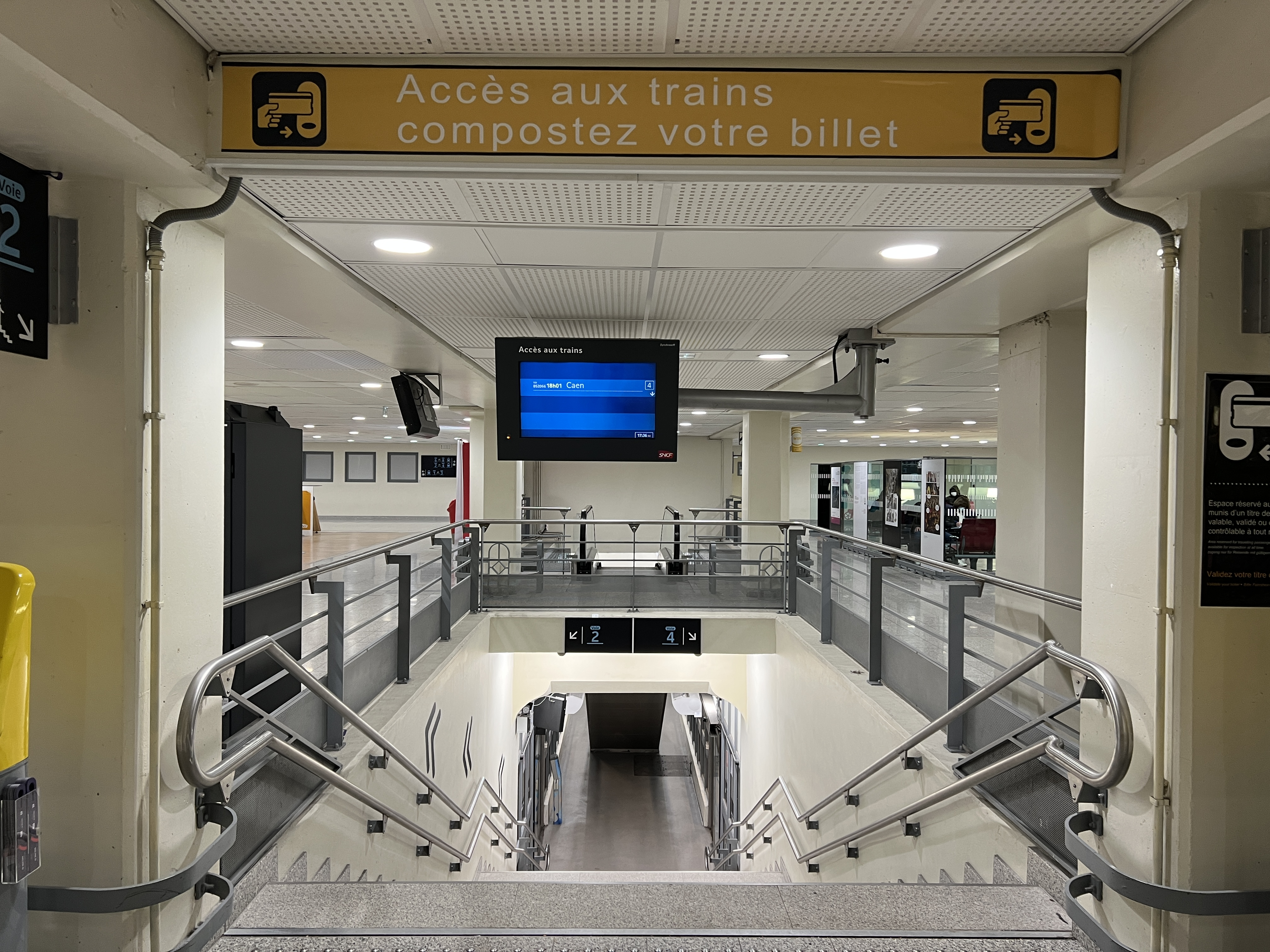
Интерьер вокзала.
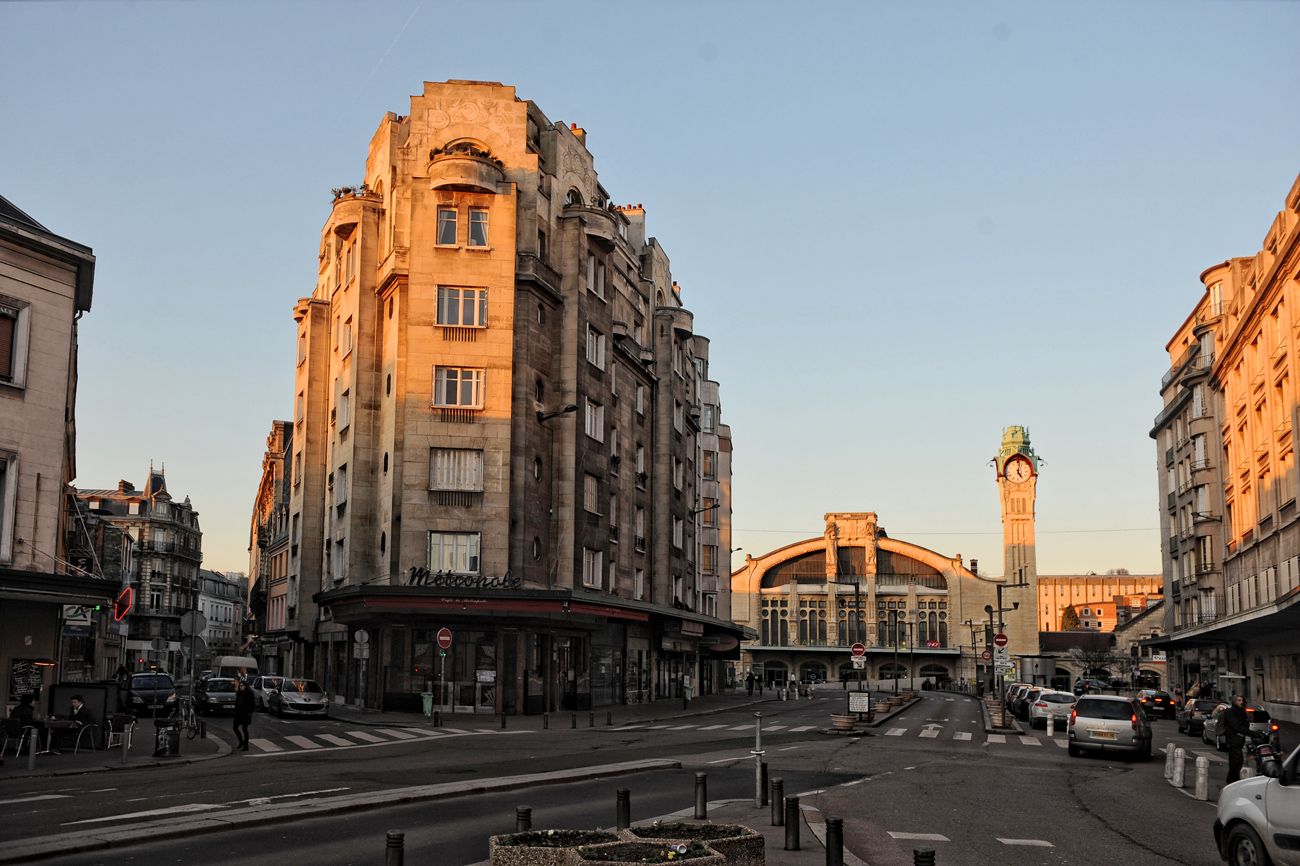
Вид на вокзал с улицы Жанны д'Арк.
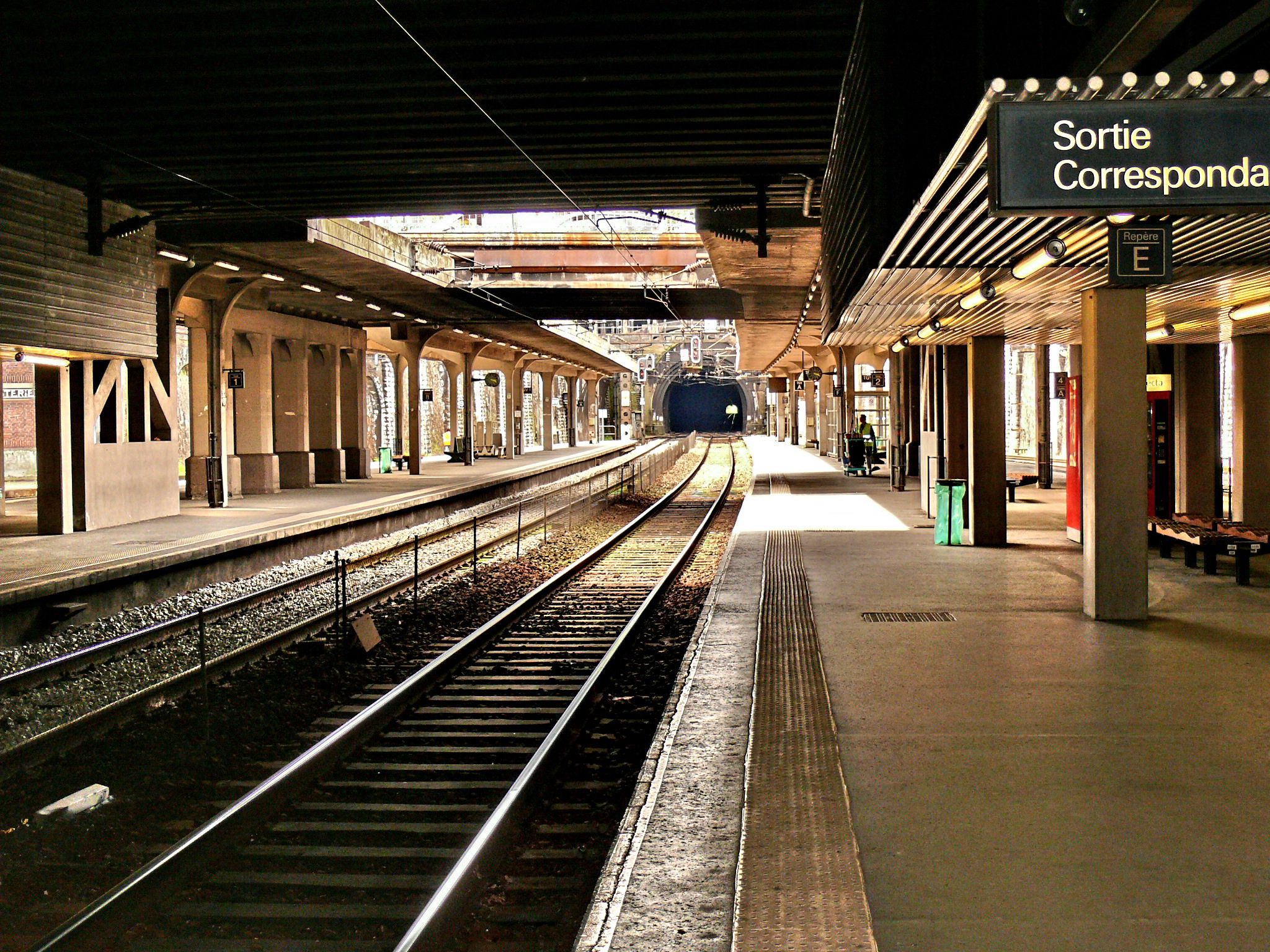
Железнодорожная платформа.

## В искусстве
Станция видна в кинофильме «Под знаком Тельца» (фр. Sous le signe du taureau) Жиля Гранжье. Главный герой, воплощенный Жаном Габеном, сопровождает там свою бывшую любовницу (Колетт Дерел), затем целует её в последний раз в Комнате Потерянных Шагов (главный зал вокзала) после того, как купил ей билет на поезд.